# Міянколь (Решт)
Міянколь (перс. ميانكل) — село в Ірані, у дегестані Чукам, у бахші Хомам, шагрестані Решт остану Ґілян. За даними перепису 2006 року, його населення становило 187 осіб, що проживали у складі 60 сімей.

## Клімат
Середня річна температура становить 14,26 °C, середня максимальна – 28,15 °C, а середня мінімальна – -0,22 °C. Середня річна кількість опадів – 1129 мм.
| Клімат поселення                              | Клімат поселення | Клімат поселення | Клімат поселення | Клімат поселення | Клімат поселення | Клімат поселення | Клімат поселення | Клімат поселення | Клімат поселення | Клімат поселення | Клімат поселення | Клімат поселення | Клімат поселення |
| Показник                                      | Січ.             | Лют.             | Бер.             | Квіт.            | Трав.            | Черв.            | Лип.             | Серп.            | Вер.             | Жовт.            | Лист.            | Груд.            |                  |
| Середній максимум, °C                         | 9,12             | 9,19             | 11,86            | 17,45            | 21,89            | 25,32            | 28,15            | 27,94            | 24,22            | 20,94            | 16,26            | 11,72            |                  |
| Середня температура, °C                       | 4,45             | 4,52             | 7,20             | 12,79            | 17,24            | 20,65            | 23,98            | 23,78            | 20,07            | 16,80            | 12,10            | 7,56             |                  |
| Середній мінімум, °C                          | −0,22            | −0,14            | 2,52             | 8,11             | 12,55            | 15,99            | 19,85            | 19,64            | 15,91            | 12,64            | 7,97             | 3,42             |                  |
| Норма опадів, мм                              | 116              | 90               | 84               | 48               | 44               | 28               | 26               | 58               | 127              | 194              | 170              | 144              |                  |
| Середньомісячна швидкість вітру, м/с          | 2.26             | 2.40             | 2.40             | 2.30             | 2.38             | 2.69             | 2.60             | 2.37             | 2.10             | 2.09             | 2.00             | 2.10             |                  |
| Середньомісячна сонячна радіація, кДж/м²·день | 6754             | 8943             | 10939            | 15687            | 20009            | 22539            | 23292            | 19517            | 15832            | 10782            | 8489             | 6471             |                  |
| --------------------------------------------- | ---------------- | ---------------- | ---------------- | ---------------- | ---------------- | ---------------- | ---------------- | ---------------- | ---------------- | ---------------- | ---------------- | ---------------- | ---------------- |
| Джерело:                                      |                  |                  |                  |                  |                  |                  |                  |                  |                  |                  |                  |                  |                  |